# Tōyō Yoshida
Tōyō Yoshida (jap. 吉田東洋 Yoshida Tōyō) (ur. 1816, zm. 5 maja 1862) – japoński samuraj z domeny Tosa, bratanek Shōjirō Gotō.

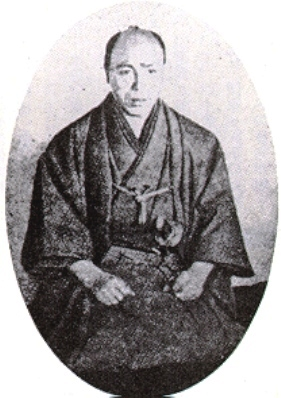
Yoshida Toyo.

W 1853 roku został wyznaczony przez daimyō Tosy, Toyoshige Yamanouchiego, do zreformowania i modernizacji domeny Tosa.
Został zamordowany 6 maja 1862 roku przez trzech członków ugrupowania tradycjonalistów Kinnoto.